# Čekovce
Čekovce (hongrois : Csákóc) est un village de Slovaquie situé dans la région de Banská Bystrica.

## Histoire
La première mention écrite du village date de 1391.

## Démographie

### Évolution de la population
| Année:               | 1994. | 2004.    | 2014.   | 2024.   |
| -------------------- | ----- | -------- | ------- | ------- |
| Nombre de personnes: | 515   | 420      | 455     | 447     |
| Différence:          |       | -18,44 % | +8,33 % | -1,75 % |

| Année:               | 2023. | 2024.   |
| -------------------- | ----- | ------- |
| Nombre de personnes: | 435   | 447     |
| Différence:          |       | +2,75 % |